# Diego Figueroa
Diego Carlos Figueroa Cobo (Cabildo, V Región de Valparaíso, Chile, 21 de febrero de 1990) es un futbolista chileno. Juega de portero y actualmente milita en Provincial Osorno de la Segunda División Profesional de Chile.
Cabe destacar que ha sido parte del equipo de fútbol playa de Santiago Wanderers en el 2009 y del equipo futsal de Santiago Wanderers, siendo capitán de este durante el 2010.

## Trayectoria
Formado en las divisiones inferiores de Santiago Wanderers comenzó a entrenar como tercer arquero y a ser citado a algunos partidos del primer equipo desde el 2008, pese a esto aún no pudo debutar con la camiseta caturra de manera oficial ya que no se le dieron las oportunidades para esto, aun así logró jugar el segundo tiempo del partido de pretemporada entre Santiago Wanderers y la Universidad de Concepción a fines del 2008.
Tras permanecer durante el 2009 y el 2010 en Santiago Wanderers jugando solo por los equipos de fútbol playa, divisiones inferiores y futsal al ser el tercer arquero del primer equipo a comienzos del 2011 se decide enviarlo a préstamo para que tenga continuidad siendo su club de destino el recién descendido a Tercera A, Provincial Osorno donde debutaría profesionalmente en el empate de su equipo ante Deportes Temuco.
Con Provincial Osorno lograría ser el segundo arquero menos batido de la categoría aunque su equipo no lograría clasificar a la última etapa del torneo. Su paso por el club sureño terminaría de mala forma al salir gravemente lesionado en el último partido dejándolo sin poder participar el año siguiente en la pretemporada del club dueño de su pase, Santiago Wanderers. Tras superar su lesión es enviado nuevamente a préstamo pero esta vez a Deportes Temuco de la recién creada Segunda División de Chile.
En el equipo de la Araucanía, tomaría la titularidad del equipo en la mayoría de los partidos llevando a su equipo lograr el subcampeonato del torneo lo que debería haber sido el ascenso de su equipo pero líos administrativos impedirían esto. Terminada la Temporada 2012 regresa a entrenar en su equipo formador donde no encontraría un espacio en el plantel partiendo nuevamente a préstamo, esta vez a Deportes Puerto Montt, recién descendido a la Segunda División. Tras no tener mayor continuidad en el club salmonero vuelve a cambiar de club, esta vez ficha por Deportes Valdivia de la misma categoría.
Con Deportes Valdivia recuperaría la continuidad que había adquirido en sus anteriores clubes pero luego de un año en aquel club no lograría ningún logro por lo cual terminado su préstamo regresa al club dueño de su pase, Santiago Wanderers, donde sería integrado al primer equipo en la Copa Chile 2014/15 donde permanecería en la banca tras el portero Gabriel Castellón y luego para el Apertura 2014 como tercer arquero durante una temporada.
A mediados del 2015 nuevamente partiría a préstamo, esta vez a Malleco Unido, donde solo disputaría cinco partidos, por lo cual finalizada la Temporada 2015/16 regresaría a su club formador donde le rescindirían el contrato fichando por San Antonio Unido.

## Selección nacional
Fue el segundo arquero de la selección sub-17 que jugó el Campeonato Sudamericano Sub-17 en Ecuador el año 2007 donde su selección no logró avanzar de fase y Diego no pudo llegar a jugar.

### Participaciones internacionales con la selección
| Competencia                 | Sede    | Resultado    | PJ | Goles |
| --------------------------- | ------- | ------------ | -- | ----- |
| Sudamericano Sub-17 de 2007 | Ecuador | Primera fase | 0  | 0     |

## Clubes
| Club                             | País  | Año       |
| -------------------------------- | ----- | --------- |
| Santiago Wanderers               | Chile | 2007-2016 |
| → Provincial Osorno (cedido)     | Chile | 2011      |
| → Deportes Temuco (cedido)       | Chile | 2012      |
| → Deportes Puerto Montt (cedido) | Chile | 2013      |
| → Deportes Valdivia (cedido)     | Chile | 2013-2014 |
| → Malleco Unido (cedido)         | Chile | 2015-2016 |
| San Antonio Unido                | Chile | 2016-2017 |
| Deportes Valdivia                | Chile | 2017-2020 |
| Real San Joaquín                 | Chile | 2021-2022 |
| Provincial Osorno                | Chile | 2023-Act. |